# 김풍기
김풍기(金豊氣, 1966년 10월 19일 ~ )는 KBO 리그 전 태평양  돌핀스, 쌍방울 레이더스의 내야수이며 현재 KBO 심판위원이다.  김경기의 사촌형이며  김경기의 아버지인 2대 삼미 슈퍼스타즈 감독이자 인천야구의 대부인 김진영의 조카이다. 

## 출신학교
- ][]배재중학교][] → 휘문중학교  (전학)
- 서울고등학교
- 연세대학교 (1985학번)